# Estación Humberto Primo
La Estación Humberto Primo fue una estación ferroviaria ubicada en la localidad de Humberto Primo, departamento Castellanos, Provincia de Santa Fe, Argentina y actualmente se encuentra abandonada.

## Historia
Durante la década de 1870 no se pudo concretar la construcción de un ferrocarril que se dirigiese hacia las colonias del centro santafesino. A pesar de ello, hubo preocupación por parte del gobierno provincial en la realización del mismo, quedando esto demostrado en los proyectos aprobados en 1867, para la construcción de un ferrocarril entre la Capital de la Provincia y Esperanza.
Así también en las diversas notas dirigidas a las Cámaras Legislativas en 1873, 1874 y 1875, donde se solicitaban: modificaciones al contrato celebrado para la construcción de un ferrocarril a las colonias del oeste; formación de una sociedad anónima para la explotación de un ferrocarril colonial y elevación de base para la realización y explotación.
Como se advierte y tal cual lo afirma la historiadora María Josefa Wilde, el ferrocarril a las colonias se contrató en varias oportunidades, no prosperando por falta de cpitales.
Además, los gobernadores santafesinos en sus mensajes al inaugurarse las sesiones ordinarias de las cámaras legislativas, manifestaban las necesidad de medios de transporte que acercasen los productos agropecuarios de las colonias al puerto.
Al empezar los años '80 se percibieron cambios que respondían a un programa de una élite que accedía al  poder, dándose impulso a la colonización mediante la extensión de las redes ferroviarias.
Finalmente, el 12 de enero de 1883, en virtud de la ley sancionada en noviembre de 1882 por la Legislatura Provincial, se autorizó a contratar con la firma de John Meiggs & Son la construcción de una línea férrea de 100 kilómetros.
Se dio inicio a los trabajos en mayo de 1884, para quedar inaugurada la sección Santa Fe-Esperanza, el primero de enero de 1885; poco tiempo después, a mediados de mes, se abrió al servicio público otra sección, de Esperanza a Humboldt; en febrero, hasta Pilar; en marzo llegó a Aurelia y Rafaela y el 1 de junio se concretaron los 100 km. A mediados de julio dieron comienzo las obras de prolongación de extremo de los 100 km, que concluía cerca de paraje Ñanducita, pasando por Ataliva y Humberto Primo.